# Driven to Kill
Driven to Kill (Conduzido para Matar) é um filme estadunidense, de 2009 do gênero ação, dirigido por Jeff F. King e estrelado por Steven Seagal.

## Sinopse
Ruslan (Steven Seagal), ex-mafioso russo, que agora escreve livros baseado em suas próprias experiências, volta para a sua cidade natal, mas uma série de acontecimentos e um desejo de vingança trarão Ruslan de volta ao mundo que mais conhece.

## Recepção crítica
De acordo com o site filmdienst.de, é um "filme de ação extremamente difícil, que mais uma vez oferece ao ator principal um papel popular e estereotipado."

## Elenco
- Steven Seagal - Ruslan Drachev
- Mike Dopud - Boris
- Igor Jijikine - Mikhail Abramov
- Robert Wisden - Terry Goldstein
- Inna Korobkina - Catherine Goldstein
- Zak Santiago - Detective Lavastic
- Alexander Rafalski - Alex
- Eugene Lazarev - Bartender
- Laura Mennell - Lanie Drachev
- Aleks Paunovic - Tony Links
- Ingrid Torrance - Detetive Norden
- Sergei Nasibov  - Ilya
- Dmitry Chepovetsky - Stephan Abramov
- Crystal Lowe - Tanya
- Daniel Cudmore - Young Guy
- Gerry South - Taxi Driver
- Holly Eglington - Regime
- Dan Payne - Sergei
- Reg Tupper - Pawn Shop Owner
- Linda Minard - Doutor